# 블랙 앤드 탠 테리어

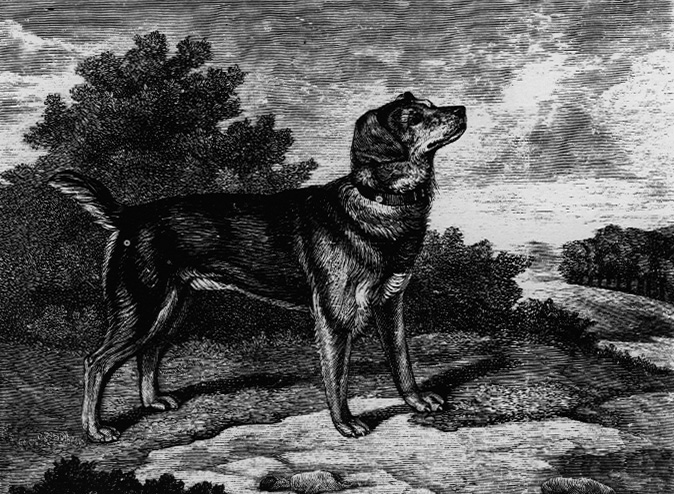
블랙 앤드 탠 테리어

블랙 앤드 탠 테리어(Black and Tan Terrier)는 초기 테리어 품종 중 하나였던 광범위한 품종 또는 종류의 테리어였다. 현재는 멸종되었지만, 모든 현대 펠 테리어 품종과 더 케넬 클럽에서 인정한 웨일스 테리어의 조상으로 여겨진다.